# Baby paa Laanekontoret
Baby paa Laanekontoret er en dansk stumfilm fra 1907 produceret af Nordisk Films Kompagni og instrueret af Viggo Larsen.